# Guerra sino-nepalese
La guerra sino-nepalese (in nepalese नेपाल-चीन युद्ध), conosciuta anche come guerra sino-gurkha e in cinese come campagna di Gurkha (in cinese 廓爾喀之役S), fu una guerra combattuta tra la dinastia Qing della Cina e il Regno del Nepal alla fine del XVIII secolo in seguito all'invasione del Tibet da parte dei Gorkha nepalesi.
Inizialmente fu combattuta tra Gurkha e gli eserciti tibetani nel 1788 a causa di una disputa commerciale relativa a un problema di lunga data delle monete di bassa qualit
à prodotte dal Nepal per il Tibet. L'esercito nepalese sotto Rana Bahadur Shah saccheggiò il Tibet, il quale era un protettorato Qing e i tibetani firmarono il Trattato di Kerung pagando un tributo annuale al Nepal. Tuttavia, i tibetani richiesero l'intervento cinese e le forze militari imperiali cinesi guidate da Fuk'anggan furono inviate in Tibet e respinsero i Gurkha dall'altopiano tibetano nel 1792. Le forze sino-tibetane hanno marciato in Nepal fino a Nuwakot (vicino alla capitale del Nepal, Kathmandu), ma hanno dovuto affrontare un forte contrattacco e difesa nepalese. Pertanto, entrambi i paesi hanno firmato il Trattato di Betrawati, in quanto vigeva militarmente una situazione di stallo.
La guerra si concluse dunque con l’accettazione da parte del Nepal dei termini dettati dalla Cina. Il Nepal è diventato uno stato tributario sotto Qing (elargendo tributi). Il Nepal ha elargito tributi alla Cina negli anni 1792, 1794, 1795, 1823, 1842 e 1865. Sia il Nepal che il Tibet avevano anche accettato la sovranità dell'imperatore Qing.